# Katie Smith
Katherine May Smith (* 4. Juni 1974 in Lancaster, Ohio, Vereinigte Staaten) ist eine ehemalige professionelle Basketball-Spielerin. Die 1,80 Meter große Smith wurde hauptsächlich auf der Position des Shooting Guard eingesetzt. Am 31. März 2018 wurde Smiths Aufnahme in die Naismith Memorial Basketball Hall of Fame bekanntgegeben.

## Karriere

### College (1992 bis 1996)
Katie Smith spielte von 1992 bis 1996 für das Damen-Basketballteam der Ohio State University. Am 21. Januar 2001 wurde zu Ehren ihrer Leistungen für die Universität ihre Trikotnummer gesperrt und wird nicht mehr an eine Spielerin vergeben.

### ABL (1996 bis 1998)
Smith spielte nach ihrer Zeit am College für die Columbus Quest in der ABL. In dieser Zeit gewann sie zwei Mal die ABL-Meisterschaft mit den Quest. Da die ABL nach nur 2 Saisons aufgelöst wurde, musste sie ihre Karriere in der ABL unfreiwillig beenden.

### WNBA (1999 bis 2013)
Katie Smith spielte von 1999 bis 2005 für die Minnesota Lynx. In dieser Zeit erreichte sie mit den Lynx zweimal die Play-offs. Am 30. Juli 2005 wurde Smith, samt einem Zweitrunden-Pick im WNBA Draft 2006 zu den Detroit Shock für einen Erstrunden-Pick im WNBA Draft 2006 transferiert. In der Saison 2006 gewann sie mit den Shock zum ersten Mal die WNBA-Meisterschaft. Damit ist sie die erste und einzige Spielerin die eine ABL und WNBA-Meisterschaft gewinnen konnte. Nachdem sie in der Saison 2007 mit den Shock knapp in den Finals an den Sacramento Monarchs gescheitert ist, konnte sie in der Saison 2008 mit den Shock nicht nur zum zweiten Mal die WNBA-Meisterschaft gewinnen, sondern sie wurde auch zum WNBA Finals MVP Award gewählt. Am 16. März 2010 wurde Smith von den Washington Mystics verpflichtet. Ein Jahr darauf, am 29. April 2011, wurde sie zu den Seattle Storm transferiert. Sie spielte in den Saisons 2011 und 2012 für die Storm. In ihrer letzten Saison in der WNBA im Jahr 2013 spielte sie für New York Liberty.
Nach der Saison 2013 spielte sie nicht mehr in der WNBA. Bis zu diesem Zeitpunkt bestritt sie in 15 WNBA-Saisons in der regulären Saison 482 Spiele, dabei stand sie 439 Mal in der Startformation und erzielte 6452 Punkte, 1383 Rebounds und 1258 Assists. In 430 Playoff-Partien (davon 40 in der Startformation) erzielte sie 550 Punkte, 139 Rebounds und 127 Assists.
Sie wurde für ihre Leistungen in der WNBA sowohl 2006 in das aus zehn Spielerinnen bestehende WNBA All-Decade Team als auch zum 15-jährigen Jubiläum der Liga im Jahr 2011 zu den WNBA's Top 15 Players of All Time gewählt. 2021 wurde sie unter die 25 Greatest Players in WNBA History gewählt.

### Europa (2001 bis 2009)
In der Saisonpause der WNBA spielte Smith wie viele WNBA-Spielerinnen in Europa. Seit dem Jahr 2001 stand sie dabei für Teams aus Polen und der Türkei auf dem Platz.

### Nationalmannschaft (1998 bis 2008)
Smith gewann mit der US-amerikanischen Basketballnationalmannschaft bei den Olympischen Spielen 2000 in Sydney sowie bei den Olympischen Sommerspielen 2004 in Athen und bei den Olympischen Sommerspielen 2008 in Peking die Goldmedaille. Außerdem wurde sie mit dem US-Team 1998 und 2002 Basketball-Weltmeister und gewann 2006 die WM-Bronzemedaille. 2007 gewann sie zusätzlich noch die Amerikameisterschaft mit der Nationalmannschaft.